# Bauzeit
Als Bauzeit wird im Bauwesen der Zeitraum des Bauprozesses zwischen dem Beginn der Bauausführung eines Bauvorhabens bis zur Bauabnahme verstanden.

## Allgemeines
Bauzeit ist der Zeitraum, der mit der Baustelleneinrichtung beginnt und mit der Fertigstellung der im Bauvertrag vorgesehenen Bauarbeiten endet. Baubeginn ist der tatsächliche Beginn der Bauarbeiten, bei Neubauten etwa der Erdaushub der Baugrube, bei der Sanierung die Bauvorbereitung einschließlich Abbrucharbeiten. Die Bauzeit endet mit der letzten Bauhandlung am Bauwerk. Hierzu gehören auch Nachbesserungsarbeiten infolge Beseitigungen von Baumängeln oder Nachtragsarbeiten.  
Ein Bauvorhaben gilt nach dem Schweizer Baubewilligungsdekret als begonnen entweder mit der Schnurgerüstabnahme oder wenn keine Schnurgerüstabnahme erforderlich ist, mit der Vornahme von Arbeiten, Nutzungsänderungen und/oder anderen Maßnahmen, die für sich allein betrachtet einer Baubewilligung bedürften (Art. 2 Abs. 2 Baubewilligungsdekret Kanton Bern).

## Bedeutung
Die Bauzeiten werden im Bauzeitenplan vor der Ausführung geplant; dieser ist Bestandteil der Bauplanung. Im gesamten Bauablauf ist die Bauzeit die wesentlichste Phase. Während dieser erfolgen die im Bauvertrag vorgesehenen Bauarbeiten. Aufgrund der Bauplanung wird in der Baukalkulation eine Bauzeit vorgesehen, aus der sich ein Fertigstellungstermin ergibt. Die Bauzeit gilt nur dann als Vertragsfrist, wenn sie außer in den Bauplänen auch im Bauvertrag enthalten ist. Für den Fall der nicht rechtzeitigen Fertigstellung (Lieferverzug) besteht die Gefahr für den Auftragnehmer, dass der Auftraggeber den Bauvertrag gemäß § 8 Nr. 3 VOB/B kündigt. Dabei kann die Bauzeit aus einem Endtermin oder einem in Monaten und Tagen angegebenen Zeitraum bestehen. Die Ausführungsfrist für Baumaßnahmen ist in § 5 Abs. 1 VOB/B geregelt.

## Bauzeitverzögerungen
Ungeplante Bauzeitverzögerungen können insbesondere aus unvorhergesehenen Baugrundbedingungen (Baugrundrisiko), unzureichender Personalkapazität, Streiks, höherer Gewalt, Behinderungen durch Subunternehmer auf der Baustelle, Leistungsänderungen, mangelhafter Bauplanung oder ungünstiger Witterungsbedingungen resultieren. Die Bauzeit ist unter Berücksichtigung der Umstände des Einzelfalls anzupassen, wobei im Rahmen eines VOB/B-Bauvertrags die Grundsätze des vereinbarten § 6 Abs. 3 und § 4 VOB/B sinngemäß zu berücksichtigen sind. Wird dem Bauvertrag eine bestimmte Bauzeit zugrunde gelegt, „muss diese für das konkrete Vorhaben realistisch bemessen sein und übliche Störungen berücksichtigen“.

## Wirtschaftliche Aspekte
Die Bauzeit entspricht in der Industrie der Durchlaufzeit, so dass eine Kostensenkung der Herstellungskosten auf Baustellen durch Verkürzung der Bauzeit erreicht werden kann. Die Bauzeit ist der wesentliche Kostentreiber für die Baukosten und damit die Bauzeitzinsen, sofern eine Baumaßnahme durch Baufinanzierung finanziert wird. Durch Bauzeitverzögerungen erhöhen sich die Baukosten für den Bauherrn nur, wenn kein Festpreis vereinbart wurde. Der Festpreis kann somit vor Inflation und auch vor einer Erhöhung der Baukosten durch Verlängerung der Bauzeit schützen.  

## Sonstiges
Von Bauzeit wird außer im Bauwesen auch bei anderen qualifizierten Vermögenswerten (englisch qualifiyng assets) gesprochen, deren Herstellung etwa ein Jahr oder länger in Anspruch nimmt (Flugzeugbau, Schiffsbau). Je länger auch für diese Bauwerke die Produktionsdauer ist, umso größer ist die Gefahr von Betriebsstörungen oder externen Störungen.